# International Classification of Diseases for Oncology
De International Classification of Diseases for Oncology (ICD-O) is een op oncologie toegespitste uitbreiding van de International Statistical Classification of Diseases and Related Health Problems.
Momenteel is de derde versie van de ICD-O in gebruik (ICD-O-3), die is afgeleid van de ICD-10.
De ICD-O-classificatie gebruikt voor de indeling twee assen: morfologie en topografie. De topografie is afgeleid van de ICD-10 C-sectie en beschrijft de (primaire) lokalisatie van de tumor. De morfologie betreft de aard van de tumor op basis van histologische of cytologische diagnose. 
Het vijfde cijfer van de morfologiecode geeft de mate van maligniteit aan: 
| 0 | goedaardig                              |
| 1 | twijfelachtig goedaardig of kwaadaardig |
| 2 | niet-invasief of in situ                |
| 3 | kwaadaardig                             |
| 6 | kwaadaardig (morfologie van metastase)  |

Voorbeeld: een plaveiselcelcarcinoom gelokaliseerd in de long wordt gecodeerd als: C34.9 M8070/3.
De ICD-O wordt gebruikt door de Nederlandse en Belgische kankeregistraties..